# مارشال برمن
مارشال هاوارد برمن (به انگلیسی: Marshall Howard Berman) (زاده ۱۹۴۰ در برانکس، نیویورک درگذشته۱۱ سپتامبر ۲۰۱۳ منهتن، نیویورک) نویسندهٔ مارکسیست–انسان‌گرا، فیلسوف آمریکایی و نویسندهٔ کتاب مشهور هر آنچه سخت و استوار است، دود می‌شود و به هوا می‌رود (به انگلیسی: All That Is Solid Melts Into Air) بود که در ایران با عنوان تجربهٔ مدرنیته ترجمه شده است. وی همچنین استاد فلسفهٔ سیاسی در کالج شهر نیویورک و استاد مطالعات شهری و فلسفهٔ سیاسی در دانشگاه نیویورک بود.

## زندگینامه
مارشال برمن در ۲۴ نوامبر ۱۹۴۰ در نیویورک متولد شد و دوران کودکی خود را در ترمونت در محله ای که اکثراً یهودی بودند گذراند.
والدین او وی بتی و موری برمن (هر دو فرزند مهاجران یهودی اروپای شرقی) صاحب شرکت Betmar Tag و Label بودند. اندکی بعد خانواده به محله کینگزبریج در برانکس نقل مکان کردند، پدر برمن در پاییز ۱۹۵۵ در سن ۴۸ سالگی درگذشت.
برمن مدرک دکترای فلسفه خود را از دانشگاه هاروارد در سال ۱۹۶۸ دریافت کرد. وی در سال ۱۹۶۸ در کالج سیتی شروع به کار کرد و تا زمان مرگ تدریس کرد.
برمن میگوید زمانی که در سال ۱۹۵۹ دانشجو دانشگاه کلمبیا بود هنگامی که دست نوشته ای اقتصادی و فلسفی کارل مارکس به دستم رسید عقاید و باور های من تحت و الشعاع قرار گرفت و این موضوع پایه و اساس تمام کار های بعدی وی شد.
وی در ۱۱ سپتامبر ۲۰۱۳ به گفته دوست و همکار او تاد گیتلین، برمن هنگام خوردن ناهار در رستوران مورد علاقه اش یعنی Metro Diner دچار حمله قلبی شد و درگذشت.